# هواية العثور على المخابئ

شعار هواية العثور على المخابئ.

تتبع مواقع المخابئ جغرافياً، نشاط ترفيهي يمارس في الهواء الطلق، يستخدم ممارسو هذه الهواية نظام التموضع العالمي (GPS) وجهاز استقبال أو جهاز هاتف نقال أو أي تقنيات ملاحة أخرى للاختباء والبحث عن مخابئ (ما يعرف بالإخفاء).
قد يكون المخبأ النموذجي، حاوية صغيرة مضادة للماء، تحتوي دفتر لتسجيل المعلومات، حيث يسجل ممارس الهواية تاريخ العثور على الحاوية ويسجل الاسم والعلامة الرمزية. بعد ذلك، تعاد الحاوية إلى الموقع الذي عثر عليها فيه. وقد تستخدم حاويات أكبر حجماً كحاويات التخزين البلاستيكية أو صناديق الذخيرة. هذا وقد توضع في هذه الحاويات مواد مختلفة ذات قيم مالية منخفضة كالألعاب أو الحلي. ترتبط هذه الهواية بهوايات أخرى كهواية البحث عن الكنوز وهواية تحديد الدروب.

## كيف بدأت هذه الهواية

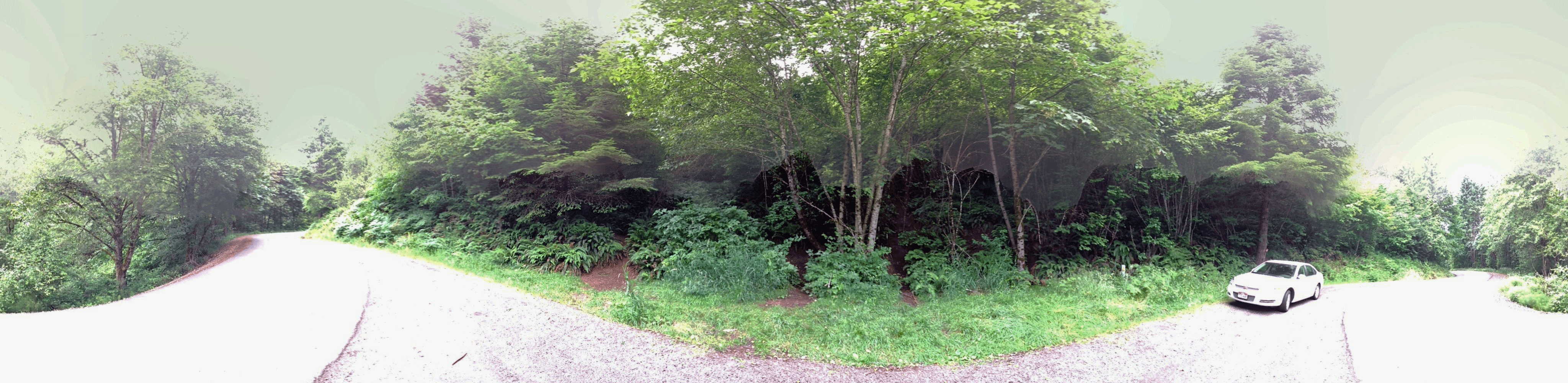
هنا بدأ ديف أولمر أول نشاط للعثور على المخابئ، منظر بانورامي 360°

هواية العثور على المخابئ شبيهة بهواية صناديق الرسائل التي تعود ل150 عاماً خلت، والتي تستخدم أدلة وإشارات تبيّن العثور على معلم (جغرافيا) كجزء من قصة. ظهرت هذه الهواية بعد إزالة خاصية «إتاحة اختيارية» من نظام التموضع العالمي في 2 أيار (مايو) 2000، بعد تحسين الدقة وذلك بإتاحة المجال لتحديد موقع عبوة أو حاوية صغيرة خبأت بعناية. أول حدث موثق لخبيئة متبعة من خلال GPS كان في 3 أيار (مايو) 2000، وسجله ديف أولمر من منطقة بيفركريك في أوريغون. في 6 من أيار (مايو) عام 2000، عثر عليها مرتين، وبحسب رسالة ديف أولمر، كانت الحاوية عبارة عن دلو بلاستيكي أسود اللون، كان مدفوناً جزئياً، وكان يحوي برمجيات وفيديوهات وكتب وطعام ونقود ومقلاع. بمرور الوقت، ظهرت أنواع عديدة من أنشطة وهوايات الاختباء والبحث سواء كان ذلك باستخدام حاويات أو دون استخدامها، بل قد يقتصر الأمر على تحديد مواقع جغرافية معينة.

### حوادث مميتة حدثت أثناء ممارسة الهواية
حدثت عدة حوادث مميتة أثناء عملية الإخفاء. بعد وفاة أحد ممارسي الهواية الخبراء وعمره 21 عاماً في شهر كانون الأول (ديسمبر) عام 2011، أثناء محاولة الإخفاء في منطقة لم تبدُ خطرة، بدأت نقاشات حول الموضوع في منتدى Groundspeaker حول التغيرات التي ينبغي عملها.

## أنواع هواية العثور على المخابئ
مع مرور الوقت تطورت العديد من الاختلافات من الجيوكاتشي. غالبًا ما تكون للمنصات المختلفة قواعد خاصة بها حول الأنواع المسموح بها أو كيفية تصنيفها. يتم اعتماد أنواع ذاكرة التخزين المؤقت التالية من قبل geocaching.com وopencaching.us ما لم يتم ذكر خلاف ذلك.
ذاكرة التخزين المؤقت التقليدية هو النوع الأكثر شيوعاً ويتكون من حاوية مع سجل. يتم إعطاء الإحداثيات الدقيقة حيث توجد ذاكرة التخزين المؤقت.
تتكون ذاكرة التخزين المؤقت المتعددة من مرحلة واحدة أو أكثر، كل منها يحتوي على إحداثيات المرحلة التالية؛ المرحلة النهائية تحتوي على حاوية فعلية مع السجل. ذاكرة التخزين المؤقت للإزاحة هي ذاكرة تخزين مؤقت متعددة حيث الإحداثيات الأولية هي لموقع يحتوي على معلومات التي ترميز إحداثيات ذاكرة التخزين المؤقت النهائية. ومن الأمثلة على ذلك توجيه المكتشف إلى لوحة حيث تتطابق أرقام التاريخ على اللوحة مع إحداثيات ذاكرة التخزين المؤقت النهائية.
الغموض / لغز مخابئ تتطلب واحدة لاكتشاف المعلومات أو حل لغزا للعثور على ذاكرة التخزين المؤقت. بعض المخابئ الغامضة توفر لغزاً يجب حله لتحديد موقع ذاكرة التخزين المؤقت الفعلية. وتصنف المخابئ التي لا تندرج في فئات أخرى على أنها مخابئ الغموض.
تتطلب مخابئ التحدي وجود المخبئين لإكمال مهمة ذات صلة بالجيوكاشينغ يمكن تحقيقها بشكل معقول قبل أن تتمكن من تسجيل البحث. تتضمن الأمثلة العثور على عدد من ذاكرة التخزين المؤقت التي تفي فئة أو إكمال عدد من ذاكرة التخزين المؤقت يبحث خلال فترة من الوقت أو العثور على ذاكرة التخزين المؤقت لكل يوم التقويم. على geocaching.com يعتبر نوع فرعي من ذاكرة التخزين المؤقت الغموض، في حين أنه هو نوع من تلقاء نفسها على opencaching.us.
ذاكرة التخزين المؤقت الليلية متعددة المراحل، وتهدف إلى أن يتم العثور عليها في الليل من خلال اتباع سلسلة من عاكسات مع مصباح يدوي إلى موقع ذاكرة التخزين المؤقت النهائي. تعتبر متغير من ذاكرة التخزين المؤقت الغموض على geoocaching.com.
ذاكرة التخزين المؤقت للشيرب هي تقدم مبتكر تم إنشاؤه من Garmin على مخابئ متعددة باستخدام تقنية منارة لاسلكية جديدة. الشيرب يخزن تلميحات، إحداثيات متعددة، يعد الزوار ويؤكد مخبأ قريب. وقد تم دعم هذه المخابئ بشكل كامل في OpenCaching.com، لكنها تسببت في مناقشة كبيرة وبعض الجدل في Groundspeak، حيث أعطيت لهم «سمة جديدة».
مخبأ Wherigo هو مطاردة ذاكرة التخزين المؤقت متعددة المراحل التي تستخدم Wherigo «خرطوشة» لتوجيه اللاعب للعثور على ذاكرة التخزين المؤقت المادية في وقت ما أثناء تشغيل خرطوشة، وعادة في نهاية المطاف. لا تتضمن جميع خراطيش Wherigo الجيوكاش في اللعب. مخابئ Wherigo فريدة من نوعها لموقع geocaching.com. Wherigo هي منصة برامج واعية للموقع GPS تم إصدارها في البداية في يناير 2008. يمكن للمؤلفين تطوير ملفات القصة المغلقة ذاتيا (تسمى «خراطيش») التي يتم قراءتها من قبل برنامج لاعب Wherigo، مثبتة على وحدة GPS أو الهاتف الذكي. يستفيد اللاعب والقصة من معلومات الموقع التي يوفرها GPS لتشغيل الأحداث داخل اللعبة، مثل استخدام كائن ظاهري أو التفاعل مع الشخصيات. يمكن أن يتطلب إكمال مغامرة الوصول إلى مواقع مختلفة وحل الألغاز. يتم ترميز خراطيش في لوا. يمكن استخدام Lua مباشرة، ولكن عادة ما يتم استخدام تطبيق منشئ. موقع Wherigoيقدم تطبيق منشئ وقاعدة بيانات من المغامرات مجانا للتحميل، على الرغم من أن باني ظلت في نسخته ألفا منذ إصدارها الأخير في مايو 2008. اللاعب الرسمي هو متاح فقط لجيب PC. يتوفر لاعب مدمج على نماذج غارمين كولورادو وأوريغون لتحديد المواقع. تم تنظيم مؤسسة ويريغوفي ديسمبر 2012. وتتألف المجموعة من جميع مطوري تطبيقات Wherigo الذين، حتى ذلك الوقت، كان يتصرف ويتطور بشكل منفصل. هدفهم هو توفير تجربة Wherigo متسقة عبر المنصات، وربط تطبيقات Wherigo عبر API، وإضافة ميزات حديثة إلى منصة Wherigo. في حين أن Groundspeak على علم بهذا المشروع، إلا أن الشركة لم تتخذ موقفًا بعد.
ذاكرة التخزين المؤقت صندوق الرسائل أو ذاكرة التخزين المؤقت المختلط صندوق الرسائل هو مزيج من المخبئات وصندوق الرسائل في نفس الحاوية. صندوق الرسائل يحتوي على ختم مطاطي وسجل بدلاً من العناصر القابلة للتداول. علب الرسائل تحمل طابعها الخاص معهم، لختم دفتر سجل صندوق الرسائل وختم عكسيا دفتر السجل الشخصي مع ختم صندوق الرسائل. تحتوي ذاكرة التخزين المؤقتة المختلطة على المواد الهامة لهذا وقد تتضمن أو لا تتضمن عناصر تجارية.
تم العثور على مخابئ متحركة/متنقل في مجموعة من الإحداثيات المدرجة. مكتشف يخفي ذاكرة التخزين المؤقت في موقع مختلف، وتحديث القائمة، يصبح أساساً المخبأ، والمكتشف التالي يستمر في دورة. يتم اعتماد نوع ذاكرة التخزين المؤقت هذا في opencaching.us أثناء توقفها في geocaching.com.
تستخدم مخابئ كتب الضيوف كتب الضيوف التي غالباً ما توجد في المتاحف ومراكز المعلومات السياحية، إلخ. وهي مدرجة حصرا في opencaching.us.
لا تحتوي أنواع ذاكرة التخزين المؤقت التالية على سجل فعلي.
وGeocacher العثور على مخبأ الظاهري في محطة ماكموردو، القارة القطبية الجنوبية.
ذاكرة التخزين المؤقت بت هي بطاقة مغلفة مع رمز الاستجابة السريعة، على غرار Munzee. يحتوي ذاكرة التخزين المؤقت بت أيضا على URL وكلمة مرور لأغراض التسجيل. وهي مدرجة حصرا على opencaching.us.
تعتبر المخابئ الظاهرية إحداثيات لموقع ما، والذي يحتوي على بعض الكائنات الأخرى الموصوفة. التحقق من صحة العثور على ذاكرة التخزين المؤقت الظاهرية يتطلب عموما واحدة إلى البريد الإلكتروني مخبأ ذاكرة التخزين المؤقت مع معلومات مثل تاريخ أو اسم على لوحة، أو لنشر صورة لنفسه في الموقع مع جهاز استقبال GPS في متناول اليد. لم يعد يسمح بمخابئ افتراضية جديدة من قبل Groundspeak، لكنها لا تزال مدعومة بمواقع أخرى. الموقع Groundspeak لم يعد يسرد مخابئ جديدة دون حاوية فعلية، بما في ذلك مخابئ الظاهري وكاميرا ويب. ومع ذلك، تم مخابئ القديمة من هذه الأنواع تم جد في (باستثناء الموقع/العكسي، التي يتم أرشفة تماما). في 24 أغسطس 2017، أعلنت شركة Groundspeak عن «مكافآت افتراضية»، مما يسمح بوضع 4000 مخبأ افتراضي جديد خلال العام التالي. الـ (Earthcaches) هي أحد الاستثناءين للقاعدة التي لا تحتوي على حاوية؛ فهي مخابئ في اللاعبين التي يجب أن يجيب على الأسئلة الجيولوجية لإكمال ذاكرة التخزين المؤقت. الاستثناء الآخر هو لذاكرة التخزين المؤقت للحدث; لحدث للتأهل، يجب أن يكون على وجه التحديد أو أساسا لجيوكاشرس، ويجب أن يكون الحد الأدنى لمدة تعتمد على فئتها (CITO، العادية، ميجا، أو جيجا). يمكن للحضور من مخابئ الأحداث تسجيل أنهم 'حضر'، والتي سوف تزيد عدد من مخابئ وجدت. أنشأ Groundspeak موقعًا إلكترونيًا على شبكة الإنترنت للتعامل مع جميع المخابئ غير الفعلية الأخرى.
Earthcaches هي مخابئ افتراضية التي تنظمها الجمعية الجيولوجية الأمريكية. عادة ما يكون cacher لأداء المهمة التي يعلم درسا تعليميا عن علم الأرض من منطقة ذاكرة التخزين المؤقت. وهي مدرجة في geocaching.com.
مخابئ الموقع / عكس مشابهة لمطاردة زبال. يتم إعطاء وصف لشيء ما للبحث عنه، مثل غرفة واحدة، ويحدد مكتشف موقع مثال لهذا الكائن. يسجل المكتشف الموقع باستخدام جهاز استقبال GPS الخاص بهم وغالباً ما يلتقط صورة في الموقع تظهر الكائن المسمى وجهاز استقبال GPS الخاص به. عادةً لا يسمح للآخرين بتسجيل نفس الموقع مثل البحث.
ذاكرة التخزين المؤقتة كاميرا ويب هي المخابئ الظاهري الذي إحداثيات لديها كاميرا ويبالعامة. غالبًا ما يطلب من مكتشف التقاط صورهم من كاميرا الويب للتحقق من العثور عليها. لم يعد يسمح بمخابئ كاميرا الويب الجديدة من قبل Groundspeak، ولكنها لا تزال مدعومة opencaching.us.
وأخيراً، يحتوي موقع ذاكرة التخزين المؤقت USB أو Dead Drop على محرك أقراص USB مدمج في الجدران أو الهياكل الأخرى. يتم استرداد ذاكرة التخزين المؤقت عن طريق توصيل جهاز يحتوي على منفذ USB والتي هي قادرة على قراءة الملفات النصية القياسية. يتوفر هذا النوع في opencaching.us.
هناك بعض أنواع الأحداث.
ذاكرة التخزين المؤقت الحدث هو تجمع نظمت وحضرها المخبؤن. وهي ليست مخبأ حقيقي، ولكن تعامل على هذا النحو من قبل منصات geocaching: يمكن أن يكون «وجدت» عند حضور الحدث.
إن أحداث التخزين المؤقت في المهملات (CITO) هي أنشطة منسقة لبيك آب القمامة ومهام الصيانة الأخرى (مثل بناء ممرات المشاة وغرس الأشجار وإزالة الأنواع الغازية) لتحسين البيئة. CITO هي مبادرة بيئية مستمرة تم إنشاؤها بواسطة شركة Groundspeak المتعلقة بالجيوكاشينغ التي تشجع على تنظيف الحدائق والمناطق الأخرى. ويتم ذلك بطريقتين: أحداث محددة، تقليديا في وقت حول يوم الأرض كل عام، حيث تذهب المجموعات حول التقاط القمامة والحفاظ على المناظر الطبيعية مع العثور على الجيوكاش.
وأخيرا، فإن نظام تحديد المواقع مغامرات المتاهة المعرض هو معرض في مختلف المتاحف والمراكز العلمية التي المشاركين في المتاهة معرفة geocaching. هذه «الأحداث» لها نوع ذاكرة التخزين المؤقت الخاصة بهم على geocaching.com وتتضمن العديد من غير geocachers.

## أخلاقيات اللعبة
تحتوي مواقع قوائم جيوكاش على إرشاداتها الخاصة لمنشورات جيوكاش المقبولة. غالبًا ما تنشر الوكالات الحكومية وغيرها من الجهات المسؤولة عن الاستخدام العام للأراضي إرشادات خاصة بالجيوكاشينغ، ويطلب كتاب عقيدة جيوكاشير "Geocacher's Creed" المنشور على الإنترنت من المشاركين لـ «تجنب التسبب في اضطرابات أو إنذار عام». القواعد المقبولة عمومًا هي عدم تعريض الآخرين للخطر، وتقليل التأثير على الطبيعة، واحترام الملكية الخاصة، وتجنب الإزعاج العام.

## الاستقبال
كان الاستقبال من السلطات والجمهور العام خارج المشاركين في الجيوكاش مختلطًا.

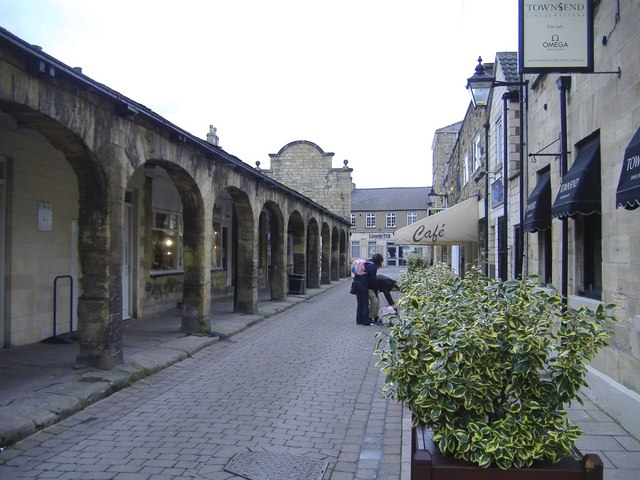
كان شامبلز الطريق في ويثربى بيوركشاير في إنجلترا، موقعًا لتفجير تم التحكم فيه على حاوية جيوكاش في عام 2011 والتي تم اعتبارها خطأً على أنها قنبلة.

فقد اقتربت الشرطة من لاعبي الكاشيرز واستجوبتهم عندما اعتبرت أنهم يتصرفون بشكل مريب. وفي أوقات أخرى أدى التحقيق في موقع مخبأ بعد الإبلاغ عن نشاط مشبوه إلى اكتشاف الشرطة وفرقة المتفجرات لجيوكاش،  مثل إخلاء شارع مزدحم في ويثربي في يوركشاير من إنجلترا في عام 2011، وشارع في ألفاستون بديربي في 2020.
كما تم إخلاء المدارس عندما رأى المعلمون أو الشرطة كاش مخبأ، مثل حالة مدرسة فيرفيو الثانوية في بولدر بكولورادو في عام 2009. وقد تم تدمير عدد من المخابئ من قبل فرق المتفجرات. كما أن مواقع متنوعة تمتد من مقابر ريفية إلى ديزني لاند، تم إغلاقها نتيجة لمثل هذه المخاوف.
يثير وضع الجيوكاش انتقادات من حين لآخر بين بعض الموظفين الحكوميين والجمهور عمومًا الذين يعتبرونه نفايات. ويعمل بعض أخصائيي الجيوكاش على التخفيف من هذا التصور عن طريق التقاط القمامة أثناء بحثهم عن الجيوكاش، وهي ممارسة يشار إليها في المجتمع باسم «الكاش في المهملات». وغالبًا ما يتم تنظيم الأحداث والمخابئ بشكل تدور حول هذه الممارسة، حيث تشهد العديد من المناطق عملية تنظيف كبيرة لم تكن لتحدث لولا ذلك، أو ستتطلب بدلاً من ذلك الأموال الفيدرالية أو الحكومية أو المحلية لإنجازها. ويتم تشجيع ممارسي الجيوكاشينغ أيضًا على التنظيف بعد أنفسهم عن طريق استرداد الحاويات القديمة بمجرد إزالة كاش ذاكرة التخزين المؤقت من اللعب.
يعد الجيوكاشينغ قانونيًا في معظم البلدان وعادة ما يتم استقباله بشكل إيجابي عند شرحه لمسؤولي إنفاذ القانون. ومع ذلك قد تتسبب أنواع معينة من المواضع في حدوث المشكلات. وعلى الرغم من أنه غير مسموح به عمومًا، يمكن للمختبرين وضع مخابئ على الممتلكات الخاصة دون إذن كافٍ (عن قصد أو غير ذلك)، مما يشجع مكتشفو كاش ذاكرة التخزين المؤقت على التعدي على ممتلكاتهم. كما تضررت المباني والهياكل التاريخية من قبل الجيوكاشيين، الذين اعتقدوا خطأً أن الجيوكاش سيتم وضعه داخل المباني أو فوق سطحها. وقد يتم إخفاء كاش المخابئ أيضًا في الأماكن التي يمكن أن يؤدي فيها إجراء البحث إلى جعل الشخص الذي يعثر عليه يبدو مشبوهًا (على سبيل المثال بالقرب من المدارس أو ملاعب الأطفال أو البنوك أو المحاكم أو في الأحياء السكنية)، أو حيث يمكن أن يكون موضع الحاوية مخبأً للمخدرات أو قنبلة (خاصة في المناطق الحضرية وتحت الجسور وبالقرب من البنوك أو المحاكم أو السفارات). ونتيجة لذلك ينصح علماء الجيوكاش بشدة بتسمية الجيوكاش الخاص بهم حيثما أمكن، حتى لا يتم الخلط بينهم وبين كائن ضار إذا اكتشفه غير المتخصصين في الجيوكاش.

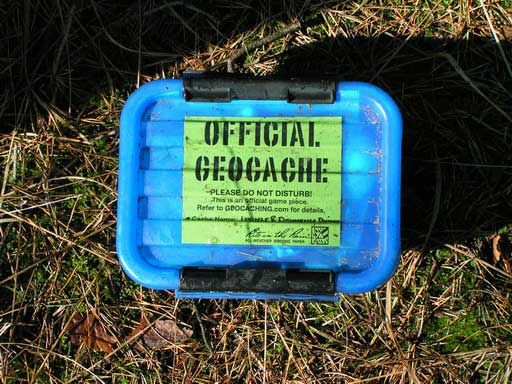
جيوكاش تم تمييزه بوضوح؛ لتوضيح أن الحاوية غير ضارة في محاولة لتقليل الإنذار إذا تم اكتشافها عن طريق الخطأ.

بالإضافة إلى المخاوف بشأن تهديدات إلقاء القمامة والقنابل، يخفي بعض أخصائيي الجيوكاش مخابئهم في أماكن غير مناسبة مثل الصناديق الكهربائية، والتي قد تشجع السلوك المحفوف بالمخاطر خاصة بين الأطفال. فلا يُنصح بالإخفاء في هذه المناطق،  وتفرض قوائم كاش مواقع الويب الإرشادات التي تمنع أنواعًا معينة من المواقع. ومع ذلك ونظرًا لأن مراجعي الكاش لا يمكنهم عادةً معرفة مكان وكيفية إخفاء كل كاش ذاكرة تخزين مؤقت معينة، يمكن أن تتسلل عمليات الإخفاء المسببة للمشكلات. وفي النهاية يعود الأمر أيضًا إلى مكتشفي مخابئ الكاش لاستخدام حرية التصرف عند محاولة البحث عن كاش ذاكرة تخزين مؤقت والإبلاغ عن أي مشاكل.

### القوانين والتشريعات
أصبحت القواعد الإقليمية لوضع المخابئ معقدة للغاية. فعلى سبيل المثال في ولاية فرجينيا تحظر الآن وزارة النقل في فرجينيا ووكالة إدارة الحياة البرية وضع الجيوكاش على جميع الأراضي التي تسيطر عليها تلك الوكالات. وقد تسمح بعض المدن والبلدات ومناطق الاستجمام بممارسة الجيوكاش مع قيود قليلة أو بدون قيود، لكن البعض الآخر يتطلب الامتثال لإجراءات التصاريح الطويلة.
أقر مجلس النواب في ولاية كارولينا الجنوبية مشروع القانون رقم 3777 في عام 2005، والذي ينص على أنه «من غير القانوني لأي شخص أن يشارك في نشاط جيوكاشينغ أو صندوق الرسائل في مقبرة أو في موقع تاريخي أو أثري أو ممتلكات تم تحديدها علنًا بواسطة علامة تاريخية دون موافقة خطية صريحة من المالك أو الكيان الذي يشرف على موقع المقبرة أو الممتلكات». وأحيل مشروع القانون إلى اللجنة في القراءة الأولى في مجلس الشيوخ وظل هناك منذ ذلك الحين.
تطلب إدارة الموارد الطبيعية في إلينوي من أخصائيي الجيوكاش الذين يرغبون في وضع جيوكاش في أي حديقة من ولاية إلينوي تقديم الموقع على خريطة طبوغرافية USGS 7.5 دقيقة، واسم ومعلومات الاتصال الخاصة بالشخص (الأشخاص) الذين يرغبون في وضع الجيوكاش، وقائمة من العناصر الأصلية التي سيتم تضمينها في الجيوكاش، وصورة للحاوية التي سيتم وضعها.
وفي أبريل 2020 أثناء جائحة COVID-19، حظرت بلدة هايلاندز إيست بأونتاريو في كندا مؤقتًا الغيوكاشينغ؛ وذلك بسبب مخاوف من أن حاويات الجيوكاش لا يمكن تطهيرها بشكل صحيح بين الاكتشافات.

## حوادث ملحوظة
حدثت العديد من الوفيات أثناء ممارسة هواية العثور على المخابئ.
فقد أدت وفاة ممارس للهواية ذو خبرة وكان يبلغ من العمر 21 عامًا في ديسمبر 2011 «أثناء محاولة إخفاء تابعة لغراوند سبيك (Groundspeak) في مخبأ لا يبدو خطيرًا للغاية»، إلى مناقشات حول ما إذا كان ينبغي إجراء تغييرات في قوانين اللعبة، وما إذا كان من الممكن تحميل مالكي المخابئ أو الغراوند سبيك المسئولية. ثم قامت غراوند سبيك منذ ذلك الحين بتحديث اتفاقية شروط استخدام موقع geocaching.com الخاصة بها والتي تحدد أن ممارسي هذه الرياضة يعثرون على المواد المخبأة جيوكاش على مسؤوليتهم الخاصة.
في عام 2008 فُقد اثنان من المتنزهين في جبل هود الموجود في أوريغون من الولايات المتحدة، وبعد قضاء الليل في كهف ثلجي، ومروا صدفة بجانب جيوكاش مُخبأ وتمكنا من إرسال هذه المعلومات المُصاحبة إلى رجال الإنقاذ،  مما أدى إلى إنقاذهم في الوقت المناسب.
حوصر ثلاثة من ممارسي الجيوكاش البالغين وهم امرأة تبلغ من العمر 24 عامًا مع والديها في كهف، وأنقذهم رجال الإطفاء في روتشستر في نيويورك من الولايات المتحدة، وذلك أثناء البحث عن علبة ذخيرة في عام 2012. وقال المتحدث باسم إدارة إطفاء روتشستر الملازم تيد كوبينجر: «إنه أمر صعب لأنك استثمرت فيه وتريد أن تجد شيئًا كهذا، لذا ربما يحاول الناس دفع أنفسهم أكثر مما ينبغي ولكن عليك أن تكون حذرًا بشأن ما يمكنك القيام به».
في عام 2015 تم استدعاء خفر السواحل لمجموعة من الجيوكاشيين الذين شوهدوا وهم يسيرون في مصب نهر سيفيرن قبالة ساحل كليفيدون في إنجلترا، وقد خاضوا فيه بحثًا عن أدلة على ذاكرة تخزين مؤقت متعددة (multi-cache). وعلى الرغم من أنهم شعروا أنهم بأمان وتمكنوا من العودة إلى الأرض، فقد تم اعتبارهم في خطر وتم نقلهم جواً إلى الشاطئ.
في أكتوبر 2016 اكتشف أربعة أشخاص سيارة محطمة في قاع واد في بينتون في واشنطن من الولايات المتحدة، أثناء خروجهم لممارسة هواية الجيوكاشينغ. ورصدوا أن السائق لا يزال محاصرًا في الداخل، ونبهوا خدمات الطوارئ التي نفذت عملية الإنقاذ.
في 9 يونيو 2018 فوجئ أربعة أشخاص في براغ من جمهورية التشيك بعاصفة مفاجئة قوية، وذلك أثناء البحث عن مُخبأ (cache) في نفق بطول 4 كيلومترات. وقد تم حملهم بواسطة موجة المد والجزر لكامل طول النفق تقريبًا إلى نهر فلتافا حيث ينتهي النفق. ثم تم العثور على امرأة ميتة في النهر بعد بضع ساعات. وبعد ستة أيام تم العثور على جثة ثانية لرجل من المجموعة في النهر. وقد تم إنقاذ شخصين منهكين من الغرق من النهر يعانيان في المقام الأول من العديد من الكدمات والصدمات الحادة.

## مواقع الويب وملكية البيانات
العديد من مواقع الويب تتضمن قوائم وفهارس الجيوكاش حول العالم. تختلف مواقع هواية الغيوكاشينغ بعدة طرق، بما في ذلك التحكم في البيانات.

### الصفحة الأولى
تم الإعلان عن أول موقع ويب لإدراج الجيوكاش بواسطة مايك تيج في 8 مايو 2000. وفي 2 سبتمبر 2000 أرسل جيريمي أيرش بريدًا إلكترونيًا إلى القائمة البريدية لـ gpsstash بأنه سجل اسم المجال geocaching.com وأنشأ موقعه على الويب. وقد قام بنسخ ذاكرات التخزين المؤقت المخابئ (caches) من قاعدة بيانات مايك تيج إلى قاعدة بياناته الخاصة. وفي 6 سبتمبر أعلن مايك تيج أن جيريمي أيرش كان يتولى قوائم المخابئ. واعتبارًا من عام 2012 قام تيج بتسجيل 5 مخابئ فقط.

### موقع Geocaching.com

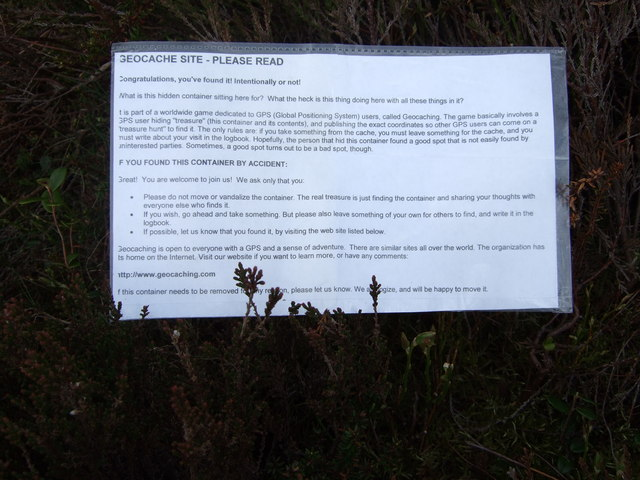
رسالة من تحت الحجر على كولد هيل أو فير (Cauld Hill O 'Fare)

أكبر موقع Geocaching.com وهو المملوك لشركة Groundspeak Inc، والتي بدأت العمل في أواخر عام 2000. مع عضوية عالمية ونموذج أعمال فريميوم، يطالب الموقع بالملايين من كاشات ذاكرات التخزين المؤقت والأعضاء في أكثر من 200 دولة. وتتم مراجعة عمليات الإخفاء والأحداث من قبل متطوعين من مراجعي ذاكرة التخزين المؤقت الإقليمية قبل النشر. وتتيح العضوية المجانية للمستخدمين الوصول إلى الإحداثيات والأوصاف والسجلات لبعض ذاكرات التخزين المؤقت مقابل رسوم، ويُسمح للمستخدمين بأدوات بحث إضافية، والقدرة على تنزيل كميات كبيرة من معلومات ذاكرة التخزين المؤقت على نظام تحديد المواقع العالمي (GPS) في وقت واحد، وإشعارات البريد الإلكتروني الفورية حول ذاكرات التخزين المؤقت الجديدة، والوصول إلى ذاكرات التخزين المؤقت الخاصة بالأعضاء المميزين فقط. ويقع المقر الرئيسي لشركة Geocaching في سياتل بواشنطن في الولايات المتحدة.

### شبكة أوبنكاشينغ (Opencaching)

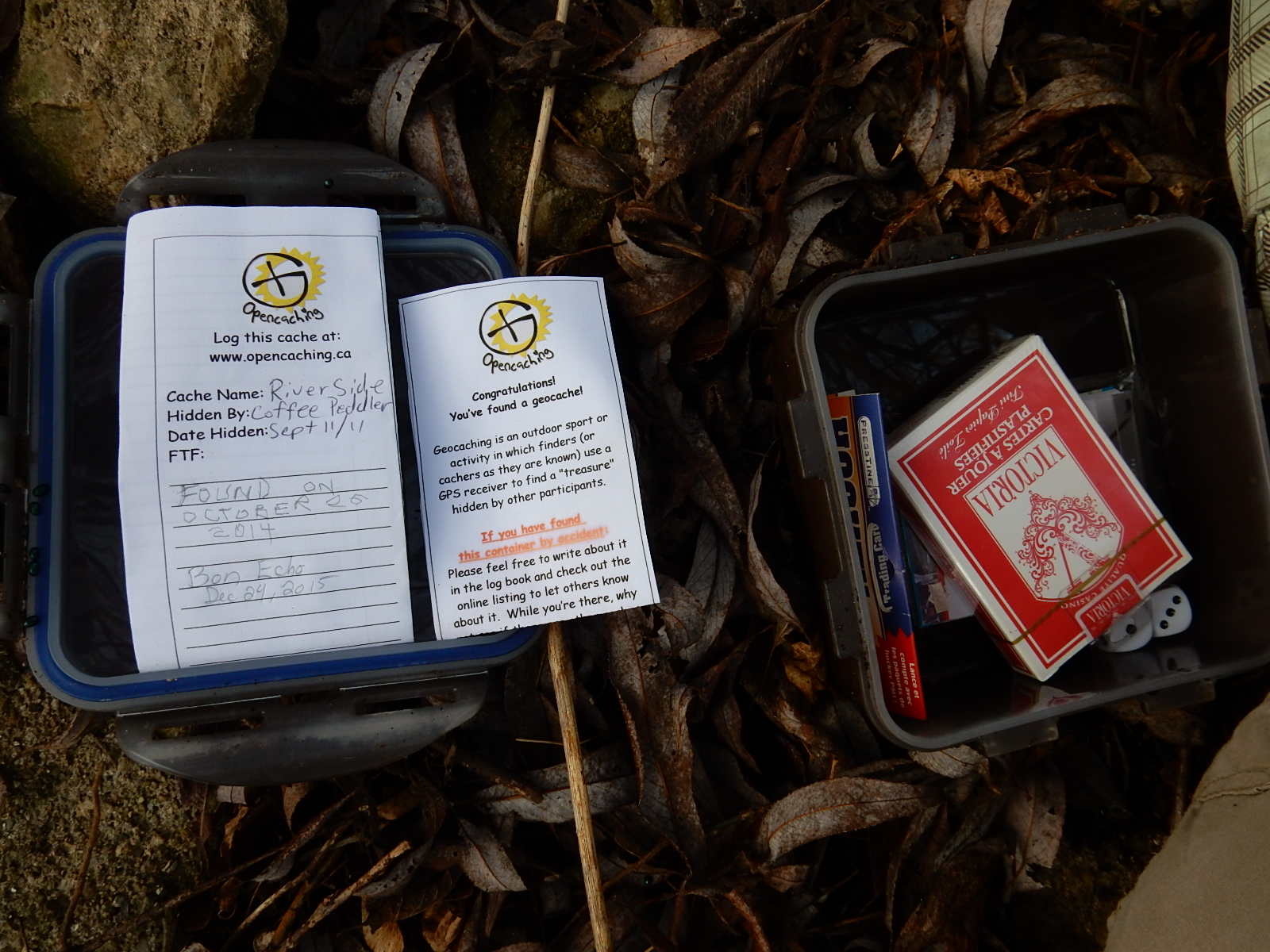
جيوكاش مخفي من خلال موقع أوبنكاشينغ.

توفر شبكة الكاشينغ المفتوحة (Opencaching Network) مواقع قائمة مستقلة وغير تجارية تقع في بلد أو منطقة الكاش. تضع شبكة الأوبنكاشينغ قوائم لمعظم أنواع كاش ذاكرات التخزين المؤقت، بما في ذلك التقليدية والافتراضية والمتحركة والمتعددة والمسابقة وكاميرا الويب وBIT ودفتر الضيوف وUSB والحدث وMP3. تعتبر شبكة الأوبنكاشينغ أقل تقييدًا من العديد من المواقع، ولا تفرض رسومًا على استخدام المواقع، فالخدمة يقودها المجتمع. وقد يُطلب أو لا يُطلب من متطوعين من المجتمع مراجعة بعض (أو كل) القوائم قبل نشرها، وعلى الرغم من السماح بالقوائم المتقاطعة، فإنه لا يُنصح بذلك. ويتم وضع بعض القوائم في مواقع أخرى، ولكن هناك العديد من القوائم الفريدة لشبكة الأوبنكاشينغ. وتتضمن الميزات القدرة على تنظيم الكاش المفضلة لدى المرء، وإنشاء عمليات بحث مخصصة، وإخطاره على الفور بالكاشات الجديدة في منطقة الشخص، والبحث عن مخابئ كاش من جميع الأنواع وإنشائها، وتصدير استعلامات GPX والستاتيكية (statpics) إلخ. وتوفر كل عقدة أوبنكاشينغ نفس واجهة برمجة التطبيقات مجانًا (تسمى "OKAPI")؛ لاستخدامها من قبل المطورين الذين يرغبون في إنشاء تطبيقات تابعة لجهات خارجية قادرة على استخدام محتوى شبكة الأوبنكاشينغ.
تشمل البلدان ذات المواقع الأوبنكاشينغ المرتبطة: الولايات المتحدة على www.opencaching.us،  وألمانيا على www.opencaching.de،  والسويد على www.opencaching.se، وبولندا على www.opencaching.pl،  وجمهورية التشيك على www.opencaching.cz،  وهولندا على www.opencaching.nl، ورومانيا في www.opencaching.ro، والمملكة المتحدة على www.opencache.uk.
يتمثل الاختلاف الرئيسي بين موقع الأوبنكاشينغ ومواقع القوائم التقليدية الأخرى في أن جميع الخدمات مفتوحة للمستخدمين دون أي تكلفة. فبشكل عام تقدم معظم خدمات geocaching أو مواقع الويب بعض المعلومات الأساسية مجانًا، ولكن قد يتعين على المستخدمين الدفع مقابل العضوية المميزة التي تتيح الوصول إلى مزيد من المعلومات أو إمكانات البحث المتقدمة. وهذا ليس هو الحال مع الأوبنكاشينغ. إذ يتم وضع كل جيوكاش في القوائم ويمكن للجميع الوصول إليه مجانًا.
بالإضافة إلى ذلك تتيح مواقع الأوبنكاشينغ للمستخدمين تقييم الجيوكاش الحالي والإبلاغ عنه. فيتيح ذلك للمستخدمين معرفة ما تعتقده الكاشر الأخرى عن الكاش ويشجع المشاركين على وضع كاشات عالية الجودة. ويقلل نظام التصنيف أيضًا بشكل كبير من مشكلة كاشات ذاكرات التخزين المؤقت المهجورة أو غير المرضية، والتي تكون لا تزال مدرجة بعد التعليقات السلبية المتكررة أو المشاركات في سجلات الكاش.